# Вьё (Тарн)
Вьё (фр. Vieux, окс. Vius) — коммуна во Франции, находится в регионе Юг — Пиренеи. Департамент — Тарн. Входит в состав кантона Виньобль и Бастид. Округ коммуны — Альби.
Код INSEE коммуны — 81316.

## География

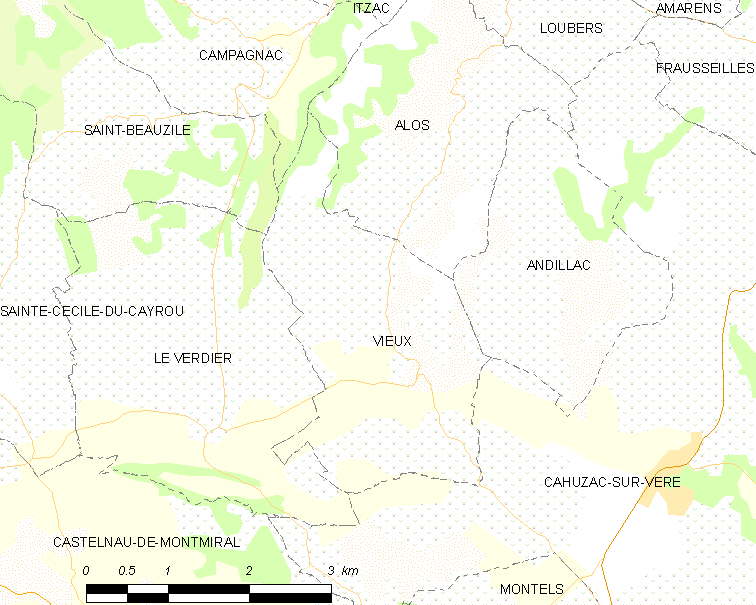
Карта коммуны

Коммуна расположена приблизительно в 550 км к югу от Парижа, в 60 км северо-восточнее Тулузы, в 23 км к западу от Альби.

## Климат
Климат умеренно-океанический. Зима мягкая и дождливая, лето жаркое с частыми грозами. Ветры довольно редки.

## Население
Население коммуны на 2010 год составляло 175 человек.
| 1962 | 1968 | 1975 | 1982 | 1990 | 1999 | 2010 |
| ---- | ---- | ---- | ---- | ---- | ---- | ---- |
| 246  | 247  | 206  | 209  | 195  | 155  | 175  |

## Администрация
| Период | Период | Фамилия     | Партия | Примечания |
| ------ | ------ | ----------- | ------ | ---------- |
| 1971   | 2001   | Марк Фабр   |        |            |
| 2001   | 2006   | Жан-Луи Пьё |        |            |
| 2006   | 2014   | Ги Каз      |        |            |
| 2014   | 2020   | Анник Пьё   |        |            |

## Экономика
В 2007 году среди 97 человек в трудоспособном возрасте (15—64 лет) 65 были экономически активными, 32 — неактивными (показатель активности — 67,0 %, в 1999 году было 61,3 %). Из 65 активных работали 60 человек (38 мужчин и 22 женщины), безработных было 5 (3 мужчин и 2 женщины). Среди 32 неактивных 1 человек был учеником или студентом, 14 — пенсионерами, 17 были неактивными по другим причинам.

## Достопримечательности
- Церковь Сент-Эжен (XIV век). Исторический памятник с 1906 года.[4]
- Менгир (эпоха неолита). Исторический памятник с 1977 года.[5]